# جوش بينتو
جوش بينتو (بالإنجليزية: Josh Bento)‏ (19 يناير 1993 في الولايات المتحدة - ) هو لاعب كرة قدم أمريكي في مركز الوسط. لعب مع Phoenix FC ‏.